# Passage West
Passage West (irisch An Pasáiste Thiar) ist ein Fährhafen mit 6051 Einwohnern (Stand 2016) in der Nähe der Stadt Cork im County Cork in Irland. 
Von dort erreicht man die Insel Great Island im Cork Harbour, auf der der Ort Cobh liegt. Die Passage stellte früher die schnellste Verbindung dar. Heute sind Cork und Cobh durch eine Brücke und die Südumgehung durch den 1999 eröffneten Jack Lynch Tunnel, benannt nach dem ehemaligen irischen Regierungschef (Taoiseach) Jack Lynch (1917–1999), unter dem River Lee besser verbunden, so dass die Fährpassage nur noch touristische Bedeutung hat. 
Das östliche Gegenstück bildet der Hafen Passage East bei Waterford.